# Phare du fleuve Sainte-Croix
Le phare du fleuve Sainte-Croix (en anglais : Saint Croix River Light) est un phare actif situé sur l'île Sainte-Croix près de l'embouchure du fleuve Sainte-Croix, près de la frontière entre le Canada et les États-Unis, dans le Comté de Washington (État du Maine).

## Histoire
La première station de signalisation a été construite en 1857. La maison-phare historique en bois, avec une tourelle octogonale, a été construite en 1901 et a été détruite par un incendie en 1976. Un hangar à bateaux d'un étage, peint en blanc, est tout ce qui reste de la station.
Il a été remplacé par un mât en acier. La nouvelle balise fonctionnant à l'énergie solaire, se situe sur l'île Sainte-Croix, à environ 10 km au sud de Calais, qui est classé National Park Service en 1984. Le 400e anniversaire de la colonie française a été célébré en 2004. Dans le cadre des améliorations apportées au parc, le Service des parcs nationaux a restauré le débarcadère et le hangar à bateaux, mais le bâtiment à carburant a été démolie

## Description
Le phare actuel est une pylône en acier à claire-voie, avec une balise de 23 m de haut. Il émet, à une hauteur focale de 31 m, un éclat blanc par période de 2.5 secondes. Sa portée est de 7 milles nautiques (environ 13 km).
Identifiant : ARLHS : USA-792 ; USCG : 1-0950 - Amirauté : H4134.

### Lien connexe
- Liste des phares du Maine